# Invernadero Cris-P
Invernadero Cris-P, también llamado Casas Verdes, es un ejido del municipio de Ímuris, Sonora, México. Según el censo de 2020, tiene una población de 372 habitantes.

## Geografía
Invernadero Cris-P se sitúa en las coordenadas geográficas 30°50'37" de latitud norte y 110°50'19" de longitud oeste del meridiano de Greenwich, a una elevación de 886 metros sobre el nivel del mar.